# Fontaine-Notre-Dame (Nord)
Pour les articles homonymes, voir Fontaine-Notre-Dame et Fontaine.
Fontaine-Notre-Dame est une commune française située dans le département du Nord, en région Hauts-de-France.
Ses habitants sont appelés les Fontenois.

## Géographie
Située entre Cambrai et Bapaume, sur la RN 30.

### Communes limitrophes
| Bourlon Pas-de-Calais | Raillencourt-Sainte-Olle | Cambrai  |
|                       | Fontaine-Notre-Dame      |          |
| Anneux                | Cantaing-sur-Escaut      | Proville |

### Hydrographie

#### Réseau hydrographique
La commune est située dans le bassin Artois-Picardie. Elle est drainée par la rivière Escaut, le Contre-fossé rive Gauche du canal de St-Quentin, le bois de la folie et un autre petit cours d'eau,.
La Rivière Escaut, d'une longueur de 30 km, prend sa source dans la commune de Honnecourt-sur-Escaut et se jette  dans l'Escaut canalisée à Neuville-Saint-Rémy, après avoir traversé 13 communes.
Le canal de Saint-Quentin, long de 92,5 km, assure la jonction entre l'Oise, la Somme et l'Escaut et met en relation le Bassin parisien, le Nord de la France et la Belgique.

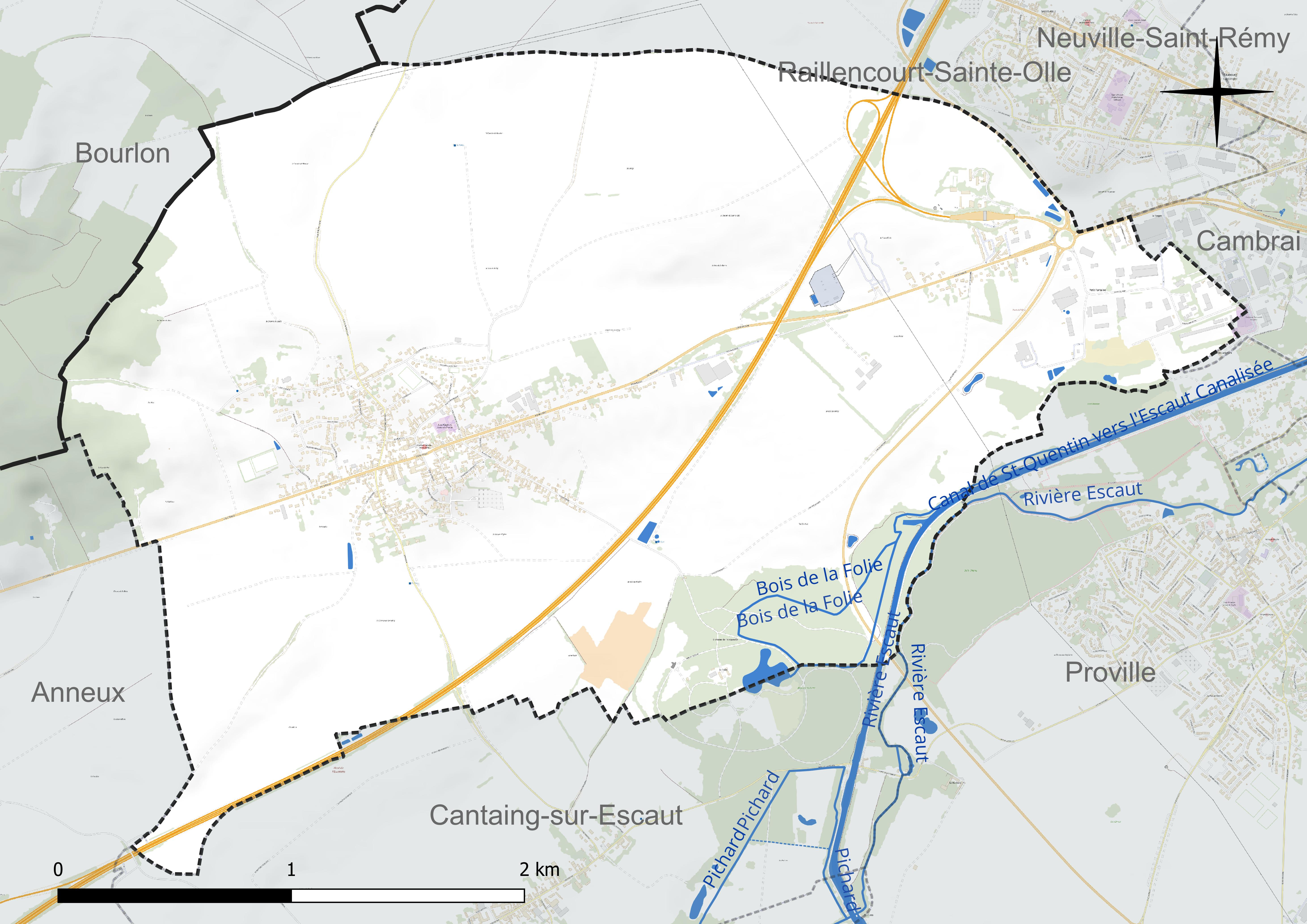
Réseau hydrographique de Fontaine-Notre-Dame.

#### Gestion et qualité des eaux
Le territoire communal est couvert par le schéma d'aménagement et de gestion des eaux (SAGE) « Escaut ». Ce document de planification concerne un territoire de 2 005 km2 de superficie, délimité par le bassin versant de l'Escaut. Le périmètre a été arrêté le 9 juin 2006 et le SAGE proprement dit a été approuvé le 13 juillet 2021. La structure porteuse de l'élaboration et de la mise en œuvre est le syndicat mixte Escaut et Affluents (SyMEA).
La qualité des cours d'eau peut être consultée sur un site dédié géré par les agences de l'eau et l'Agence française pour la biodiversité.

### Climat
Pour des articles plus généraux, voir Climat des Hauts-de-France et Climat du Nord.
En 2010, le climat de la commune est de type climat océanique dégradé des plaines du Centre et du Nord, selon une étude du CNRS s'appuyant sur une série de données couvrant la période 1971-2000. En 2020, Météo-France publie une typologie des climats de la France métropolitaine dans laquelle la commune est exposée à un climat océanique et est dans la région climatique  Nord-est du bassin Parisien, caractérisée par un ensoleillement médiocre, une pluviométrie moyenne régulièrement répartie au cours de l'année et un hiver froid (3 °C).
Pour la période 1971-2000, la température annuelle moyenne est de 10,3 °C, avec une amplitude thermique annuelle de 14,8 °C. Le cumul annuel moyen de précipitations est de 682 mm, avec 11,4 jours de précipitations en janvier et 9,3 jours en juillet. Pour la période 1991-2020, la température moyenne annuelle observée sur la station météorologique la plus proche, située sur la commune de Douai à 23 km à vol d'oiseau, est de 11,0 °C et le cumul annuel moyen de précipitations est de 729,2 mm,. Pour l'avenir, les paramètres climatiques de la commune estimés pour 2050 selon différents scénarios d'émission de gaz à effet de serre sont consultables sur un site dédié publié par Météo-France en novembre 2022.

## Urbanisme

### Typologie
Au 1er janvier 2024, Fontaine-Notre-Dame est catégorisée bourg rural, selon la nouvelle grille communale de densité à sept niveaux définie par l'Insee en 2022.
Elle est située hors unité urbaine. Par ailleurs la commune fait partie de l'aire d'attraction de Cambrai, dont elle est une commune de la couronne,. Cette aire, qui regroupe 64 communes, est catégorisée dans les aires de 50 000 à moins de 200 000 habitants,.

### Occupation des sols
L'occupation des sols de la commune, telle qu'elle ressort de la base de données européenne d'occupation biophysique des sols Corine Land Cover (CLC), est marquée par l'importance des territoires agricoles (77,1 % en 2018), en diminution par rapport à 1990 (79,1 %). La répartition détaillée en 2018 est la suivante : 
terres arables (77,1 %), zones urbanisées (9 %), forêts (8,1 %), zones industrielles ou commerciales et réseaux de communication (5,8 %). L'évolution de l'occupation des sols de la commune et de ses infrastructures peut être observée sur les différentes représentations cartographiques du territoire : la carte de Cassini (XVIIIe siècle), la carte d'état-major (1820-1866) et les cartes ou photos aériennes de l'IGN pour la période actuelle (1950 à aujourd'hui).

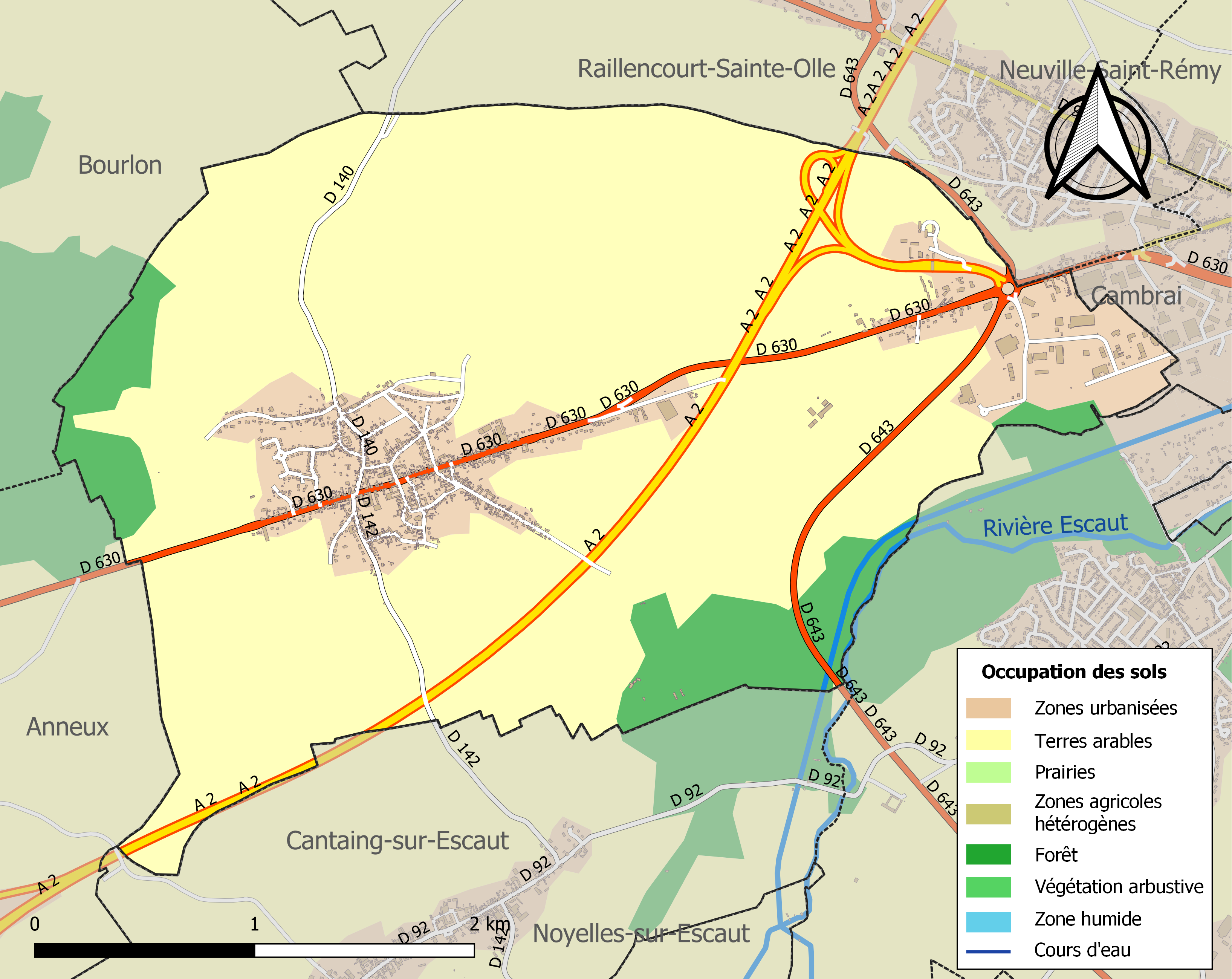
Carte des infrastructures et de l'occupation des sols de la commune en 2018 (CLC).

### Voies de communication et transports
La commune est desservie par le réseau de transports urbains de la Communauté d'agglomération de Cambrai appelé TUC (Transports Urbains du Cambrésis), par la ligne 15,. La ligne N4 permet de rejoindre la zone d'activité de Cantimpré présente sur la commune.

## Toponymie
On trouve le lieu mentionné au long des XIe au XIVe siècles sous les noms de Fontanis, Fontanæ, Fontanæ Beatæ Mariæ, Fontaines-Notre-Dame ou Fontaine-Sainte-Marie.
Une fontaine est d'abord le lieu d'une source, d'une « eau vive qui sort de terre », selon le premier dictionnaire de l'Académie française. Des fontaines se trouvaient sur le territoire de ce village, acquis par l'évêque de Cambrai Rothard vers 980 au profit de l'église Notre-Dame de Cambrai.
Notre-Dame (le vocable désigne la Vierge Marie, Mère de Jésus-Christ) apparaît dans une toponymie importante ainsi que dans de nombreux édifices religieux - cathédrales, basiliques, collégiales, églises, chapelles, abbayes, etc.. Dans les régions francophones, elle tend à remplacer le Sainte-Marie à partir du XIIIe siècle.
Durant la Révolution, la commune porta le nom de Fontaine-la-Montagne.

Il existe une commune homonyme de Fontaine-Notre-Dame, située à une quarantaine de kilomètres à l'est de Saint-Quentin, dans l'Aisne.

## Histoire
En 2005, lors de la construction d'un lotissement les fouilles ont permis de découvrir une série de tombes à incinération gallo-romaines datant du IIe siècle de notre ère.
La commune, située sur le front-ouest et près de la ligne Hindenburg, est quasiment rasée lors de la première guerre mondiale.
Elle fera partie de la zone rouge et il faudra plusieurs années après l'armistice de 1918 et une longue période de déminage pour que la vie reprenne son cours peu avant qu'une nouvelle guerre mondiale n'éclate et secoue également cette région.
L'église sera reconstruite dans un style « moderne » par l'architecte cambrésien Ernest Gaillard qui s'inspirera pour son clocher ajouré de l'église Notre-Dame du Raincy des frères Perret. Elle est consacrée en 1928.

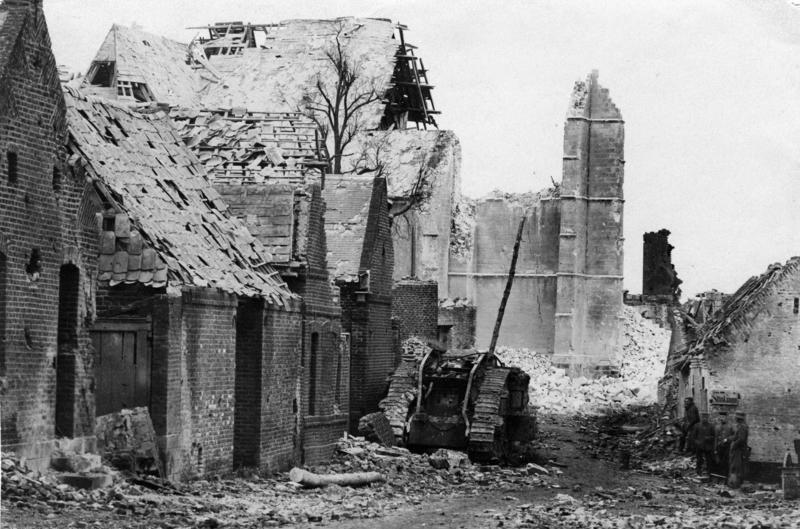
Tank anglais détruit dans les ruines de Fontaine-Notre-Dame en novembre 1917.
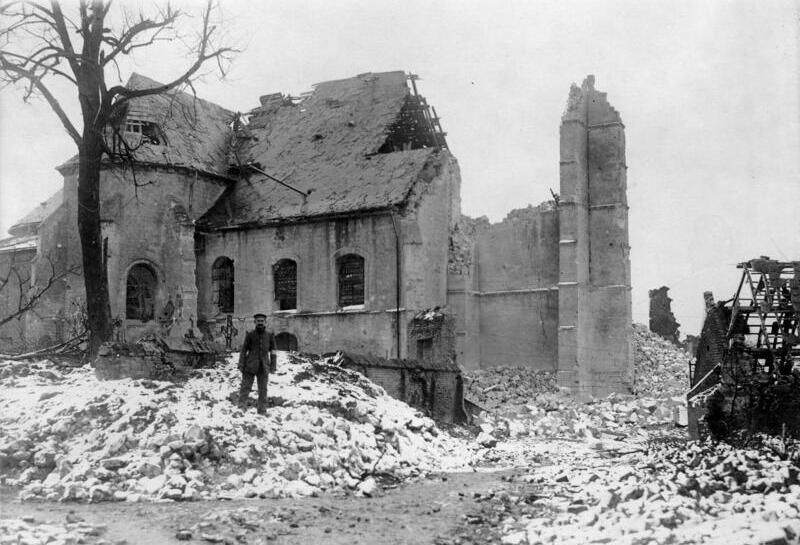
L'église détruite.
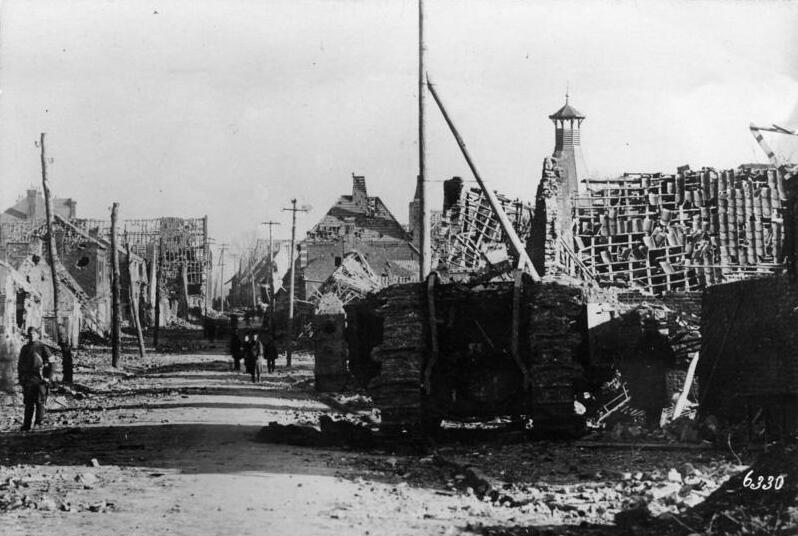
Le tank anglais, vu depuis l'église.
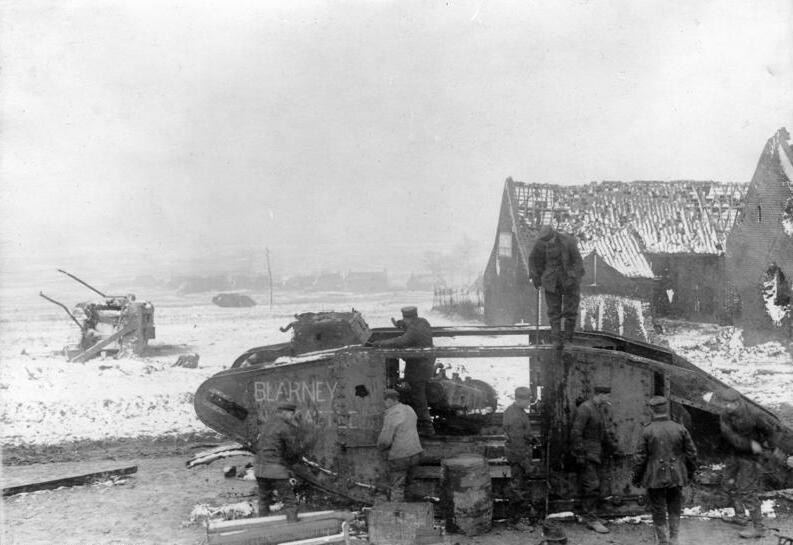
Trois chars anglais abandonnés.
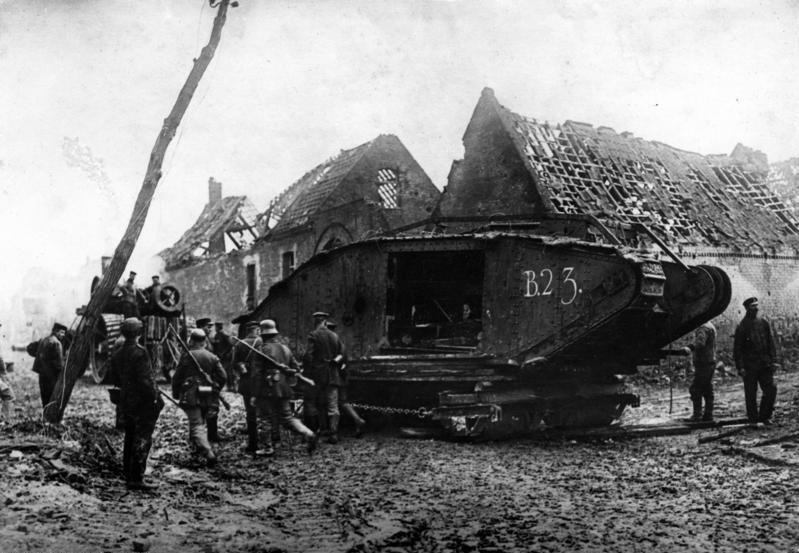
Récupération d'un tank anglais (« butin ») par les Allemands.

## Politique et administration
Maire de 1802 à 1807 : Fid. Ledoux,.

Maire en 1881 : Lavalard.
| Période                                  | Période  | Identité     | Étiquette  | Qualité        |
| ---------------------------------------- | -------- | ------------ | ---------- | -------------- |
| Les données manquantes sont à compléter. |          |              |            |                |
| 1977                                     | mai 2020 | Serge Fovez  | PS puis SE | Cadre retraité |
| mai 2020                                 | En cours | Bruno Ivanec |            | enseignant     |

### Intercommunalité
Fontaine-Notre-Dame fait partie de la Communauté d'agglomération de Cambrai.

### Politique environnementale
La protection et la mise en valeur de l'environnement font partie des compétences optionnelles de la communauté d'agglomération de Cambrai à laquelle appartient Fontaine-Notre-Dame.

## Population et société

### Démographie

#### Évolution démographique
L'évolution du nombre d'habitants est connue à travers les recensements de la population effectués dans la commune depuis 1793. Pour les communes de moins de 10 000 habitants, une enquête de recensement portant sur toute la population est réalisée tous les cinq ans, les populations de référence des années intermédiaires étant quant à elles estimées par interpolation ou extrapolation. Pour la commune, le premier recensement exhaustif entrant dans le cadre du nouveau dispositif a été réalisé en 2006.

En 2022, la commune comptait 1 759 habitants, en évolution de −1,29 % par rapport à 2016 (Nord : +0,51 %, France hors Mayotte : +2,11 %).
| 1793  | 1800  | 1806  | 1821  | 1831  | 1836  | 1841  | 1846  | 1851  |
| ----- | ----- | ----- | ----- | ----- | ----- | ----- | ----- | ----- |
| 1 018 | 1 149 | 1 310 | 1 300 | 1 476 | 1 475 | 1 582 | 1 783 | 1 713 |

| 1856  | 1861  | 1866  | 1872  | 1876  | 1881  | 1886  | 1891  | 1896  |
| ----- | ----- | ----- | ----- | ----- | ----- | ----- | ----- | ----- |
| 1 831 | 1 915 | 1 955 | 1 934 | 1 967 | 2 071 | 2 115 | 2 106 | 2 064 |

| 1901  | 1906  | 1911  | 1921  | 1926  | 1931  | 1936  | 1946  | 1954  |
| ----- | ----- | ----- | ----- | ----- | ----- | ----- | ----- | ----- |
| 2 016 | 1 985 | 1 939 | 1 386 | 1 604 | 1 466 | 1 506 | 1 411 | 1 446 |

| 1962  | 1968  | 1975  | 1982  | 1990  | 1999  | 2006  | 2011  | 2016  |
| ----- | ----- | ----- | ----- | ----- | ----- | ----- | ----- | ----- |
| 1 467 | 1 410 | 1 489 | 1 560 | 1 639 | 1 632 | 1 673 | 1 744 | 1 782 |

| 2021  | 2022  | - | - | - | - | - | - | - |
| ----- | ----- | - | - | - | - | - | - | - |
| 1 763 | 1 759 | - | - | - | - | - | - | - |

#### Pyramide des âges
La population de la commune est relativement jeune.
En 2018, le taux de personnes d'un âge inférieur à 30 ans s'élève à 34,9 %, soit en dessous de la moyenne départementale (39,5 %). À l'inverse, le taux de personnes d'âge supérieur à 60 ans est de 22,3 % la même année, alors qu'il est de 22,5 % au niveau départemental.
En 2018, la commune comptait 884 hommes pour 892 femmes, soit un taux de 50,23 % de femmes, légèrement inférieur au taux départemental (51,77 %).
Les pyramides des âges de la commune et du département s'établissent comme suit.
| Hommes | Classe d’âge | Femmes |
| ------ | ------------ | ------ |
| 0,1    | 90 ou +      | 0,5    |
| 4,4    | 75-89 ans    | 7,5    |
| 15,8   | 60-74 ans    | 16,4   |
| 22,1   | 45-59 ans    | 22,5   |
| 21,3   | 30-44 ans    | 19,5   |
| 16,2   | 15-29 ans    | 13,8   |
| 20,0   | 0-14 ans     | 19,9   |

| Hommes | Classe d’âge | Femmes |
| ------ | ------------ | ------ |
| 0,5    | 90 ou +      | 1,4    |
| 5,3    | 75-89 ans    | 8,1    |
| 14,8   | 60-74 ans    | 16,2   |
| 19,1   | 45-59 ans    | 18,4   |
| 19,5   | 30-44 ans    | 18,7   |
| 20,7   | 15-29 ans    | 19,1   |
| 20,2   | 0-14 ans     | 18     |

## Économie
- Formatech, organisme de formation de la Chambre de commerce et d'industrie du Cambrésis.
- Annexe du CFA de la Chambre de commerce et d'industrie du Valenciennois.

## Culture locale et patrimoine

### Lieux et monuments
- Le cimetière militaire Crest Cemetery situé sur la route vers Raillencourt-Sainte-Olle et le cimetière communal.
- L'église Saint-Martin, reconstruite après la première Guerre mondiale par l'architecte Ernest Gaillard[38], avec un décor de Valentine Reyre[39].
- La chapelle Saint-Roch, et au moins deux autres chapelles.

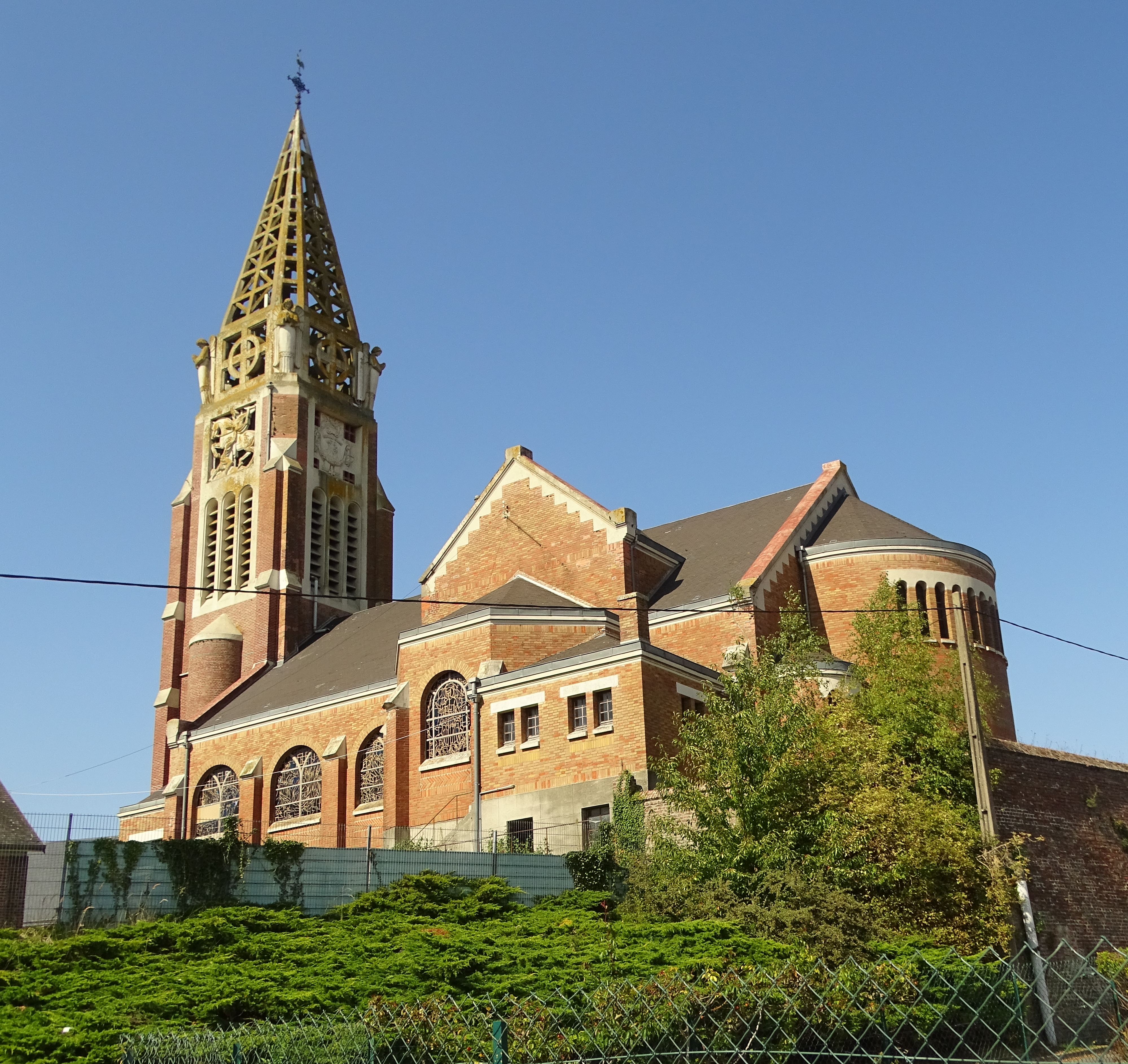
L'église.
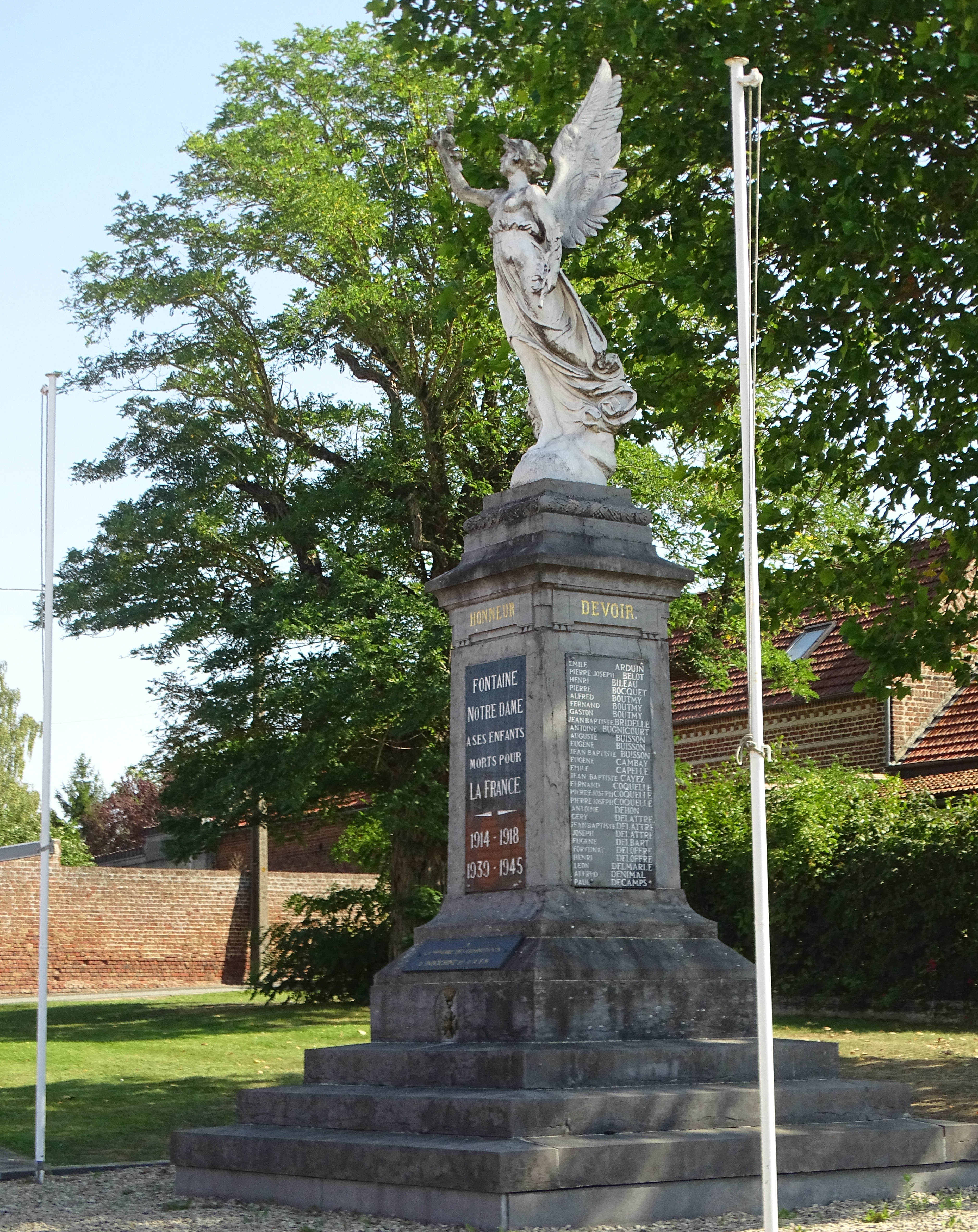
Le monument aux morts.
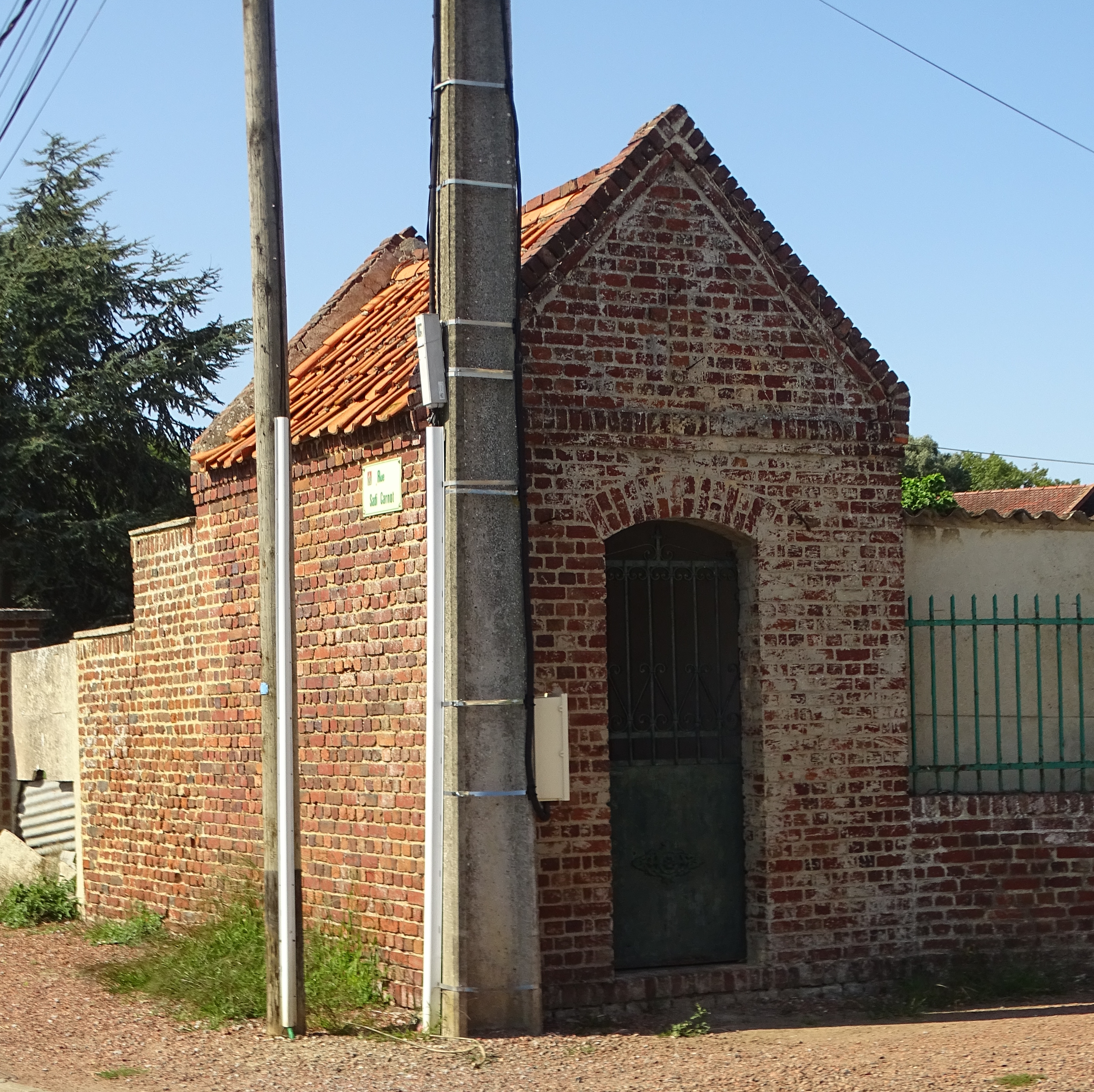
La chapelle Saint-Roch.
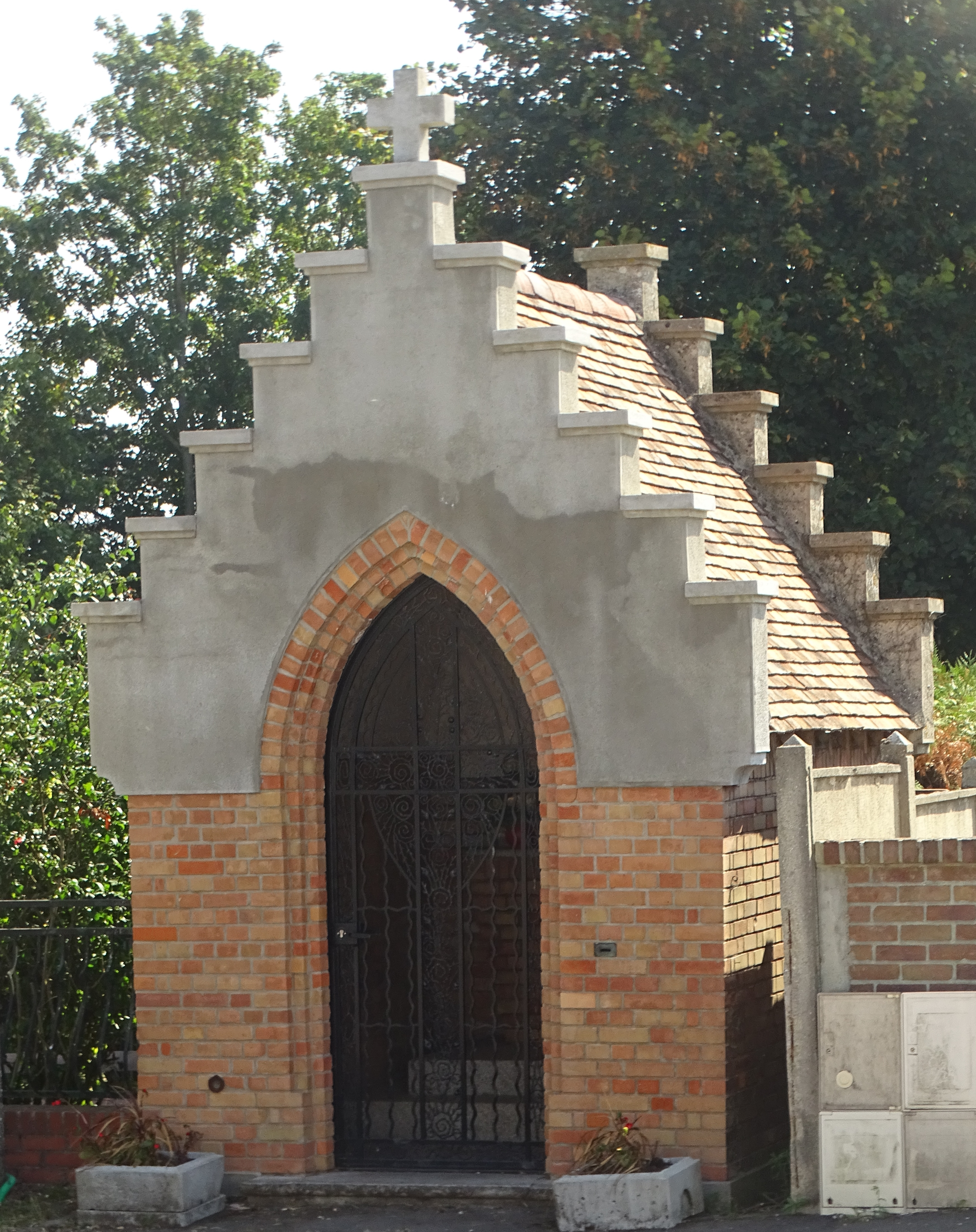
Une chapelle.
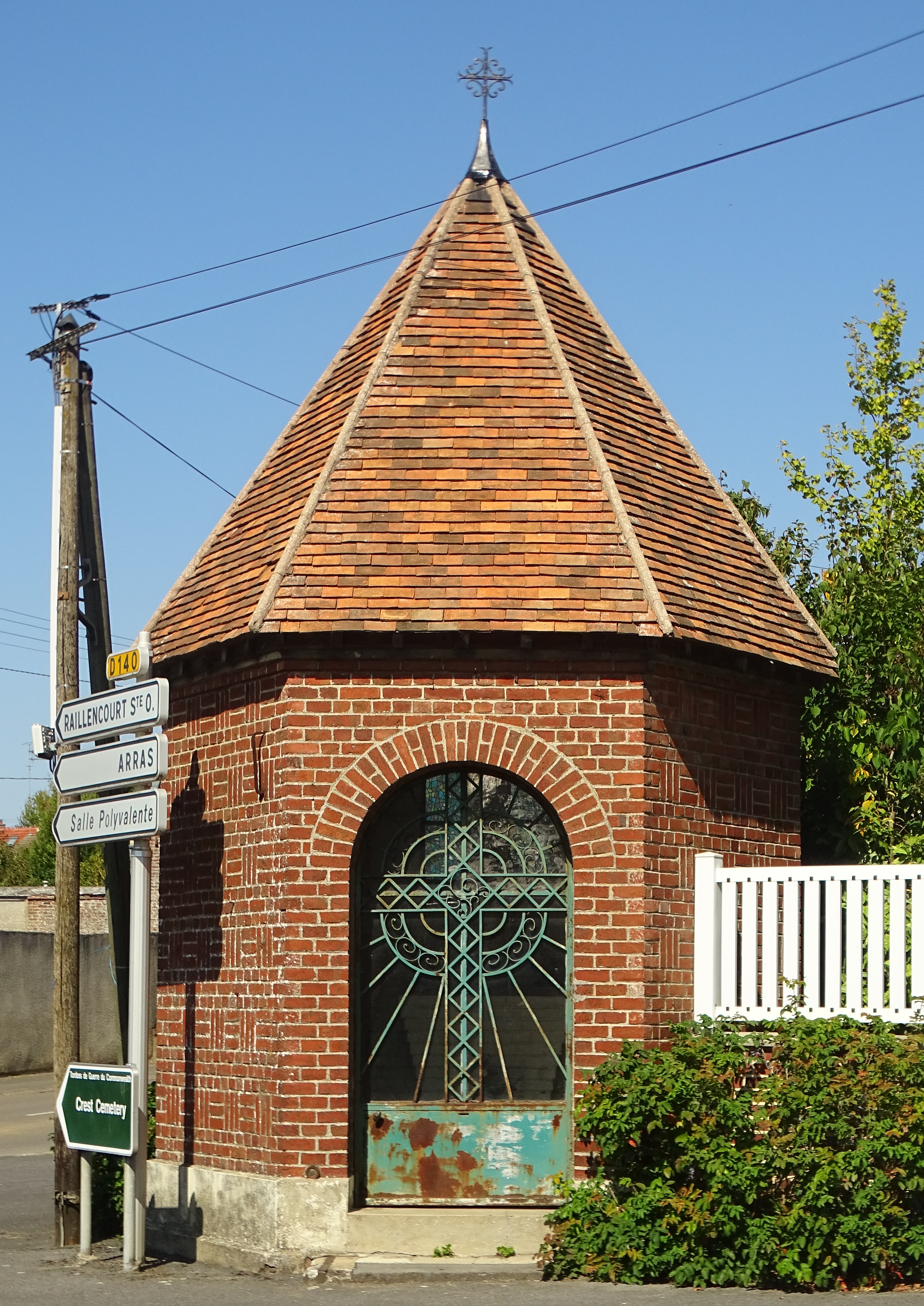
Une chapelle hexagonale.

### Personnalités liées à la commune
- Symphorien Boittelle, né le 22 février 1813 à Fontaine-Notre-Dame et mort le 22 novembre 1897 à Paris, administrateur et homme politique, .

### Héraldique
|  | Les armes de Fontaine-Notre-Dame se blasonnent ainsi : D'or à une vierge de carnation, tenant à senestre l'Enfant Jésus, vêtue de gueules et d'azur et assise sur un trône de sable. |

## Pour approfondir